# 中山理
中山 理（なかやま おさむ、1952年9月14日 - ）は日本の英文学者、翻訳家、麗澤大学学長。
三重県生まれ。麗澤大学外国語学部卒業、上智大学大学院英米文学専攻博士後期課程満期退学。2002年「Images of their glorious maker : Iconographic similes in Paradise Lost and emblematic imagery in his shorter poems」（『失楽園』の比喩の研究）で上智大文学博士。エディンバラ大学留学。麗澤大学外国語学部講師、助教授、教授、言語教育研究科教授、外国語学部長、学長。日本ミルトン協会会長を務めた。日本教育再生機構理事。

## 著書

### 単著
- 『イギリス庭園の文化史　夢の楽園と癒しの庭園』大修館書店、2003年。ISBN 4-469-21280-6。
- Images of Their Glorious Maker : Iconology in Milton's Poetry (Hardcover ed.). Macmillan Languagehouse Ltd.. (2002). ISBN 4895858790 - 博士論文を元にした本。
- 『日本人の博愛精神　知られざる感動の11話』〈祥伝社新書〉2011年。ISBN 978-4-396-11238-7。

### 共著
- 渡部昇一共著『読書こそが人生をひらく　「少」にして学び、「壮」にして学ぶ』モラロジー研究所、2010年。ISBN 978-4-89639-188-6。
- 『人間力を伸ばす珠玉の言葉 箴は鍼なり』渡部昇一共著 モラロジー研究所 2011
- 『グローバル時代の幸福と社会的責任 日本のモラル、アメリカのモラル』ケヴィン・ライアン,バーニス・ラーナー, カレン・ボーリン,水野修次郎,堀内一史共編著 水野修次郎, 堀内一史共監訳 麗澤大学出版会 2012
- 『荘子に学ぶ明鏡止水のこころ』渡部昇一共著 モラロジー研究所 2015

### 翻訳
- ピーター・ミルワード『とてつもない疑問』中央出版社、1981年。ISBN 4-8056-6300-6。
- ピーター・ミルワード『イギリス・くにとひと』英友社、1982年。
- ピーター・ミルワード『英文学のための動物植物事典』大修館書店、1990年。ISBN 4-469-01230-0。
- ピーター・ミルワード『ミルワード＝日本人への旅』〈丸善ライブラリー〉1991年。ISBN 4-621-05020-6。
- ピーター・ミルワード『英文学日記』続木唯道画、大修館書店、1991年。ISBN 4-469-24318-3。
- ピーター・ミルワード『聖書の動物事典』大修館書店、1992年。ISBN 4-469-24325-6。
- ピーター・ミルワード『天地創造の詩　聖書の語るエコロジー』中央出版社、1992年。ISBN 4-8056-6108-9。
- ピーター・ミルワード『マイ・フェア・ロンドン』恒松郁生共訳、東京書籍、1993年。ISBN 4-487-79062-X。
- ピーター・ミルワード『素朴と無垢の精神史　ヨーロッパの心を求めて』〈講談社現代新書〉1993年。ISBN 4-06-149179-2。
- ピーター・ミルワード『見慣れた英語のうんちく・含蓄』北星堂書店、1995年。ISBN 4-590-00984-6。
- アンドリュー・ヤング『道なきところに道をつくる　魂の回想録』犬飼孝夫,森正晶,日影尚之共訳、広池学園出版部、1995年。ISBN 4-89205-388-0。
- ピーター・ミルワード『変わり者の天国イギリス』秀英書房、1996年。ISBN 4-87957-118-0。
- ピーター・ミルワード『シェイクスピアは隠れカトリックだった？』安田悦子共訳、春秋社、1996年。ISBN 4-393-46131-2。
- ジェニファー・スピーク『キリスト教美術シンボル事典』大修館書店、1997年。ISBN 4-469-01250-5。ちくま学芸文庫、2024年5月
- ピーター・ミルワード『シェイクスピアと日本人』〈講談社学術文庫〉1997年。ISBN 4-06-159304-8。
- リチャード・ミルワード、ピーター・ミルワード『父からの手紙　イギリス、家族の風景』真菜書房、1998年。ISBN 4-916074-25-4。
- ピーター・ミルワード『英語に見る言葉の宇宙　英和対照』編訳、洋販出版、1998年。ISBN 4-89684-066-6。
- Godfrey Howard編著『英語使いの英語用法百科辞典』田中駿平共訳、マクミランランゲージハウス、1998年。ISBN 4-89585-824-3。
- アーネスト・T・シートン『二人の小さな野蛮人　インディアンになって生活した二人の少年の冒険と、二人が学んだこと』秀英書房、2000年。ISBN 4-87957-136-9。
- カムラン・モフィッド『公益のためのグローバル化』ドン・ボスコ社、2003年。ISBN 4-88626-350-X。
- R.F.ジョンストン『完訳　紫禁城の黄昏』渡部昇一監修、祥伝社、2005年。ISBN 4-396-65032-9。 のち黄金文庫
- ジョン・B・パウエル『「在支二十五年」米国人記者が見た戦前のシナと日本』渡部昇一監修、祥伝社、2008年。ISBN 978-4-396-65041-4。
- C.チェスタトン『アメリカ史の真実 なぜ「情容赦のない国」が生まれたのか』渡部昇一監修 祥伝社 2011
- 原勝郎『原勝郎博士の「日本通史』渡部昇一監修、祥伝社、2014年
- マーヴィン・W・バーコビッツ『学校が変わるスーパーテクニック アメリカの人格教育からのアプローチ』監訳 麗澤大学出版会 2014

### 監訳
- サム・フォール『ありがとう武士道　第二次大戦中、日本海軍駆逐艦に命を救われた英国外交官の回想』先田賢紀智訳、麗澤大学出版会、2009年。ISBN 978-4-89205-581-2。